# 찰스 라이엘
제1대 라이엘 준남작 찰스 라이엘(Sir Charles Lyell, 1st Baronet, FRS, 1797년 11월 14일~1875년 2월 22일)은 근대 지질학을 창설한 영국의 지질학자이다.
스코틀랜드 앵거스에서 태어나 옥스퍼드 대학교에서 지질학을 배우고, 1826년 왕립 학회 회원이 되었다. 로더릭 머치슨과 함께 이탈리아의 해성 제3기층을 연구하였으며, 이것이 동기가 되어 제라르 폴 데샤예의 힘을 얻어 백분율법을 완성하였다. 1830년 《지질학의 원리》라는 책을 썼는데, 허턴이 주장한 "현재는 과거에 대한 열쇠이다"라는 견해 아래서 지질 현상을 통일적으로 설명하고, 지질학의 근대적 체계를 확립하였다. 지질학의 아버지라 불린다.

## 생애

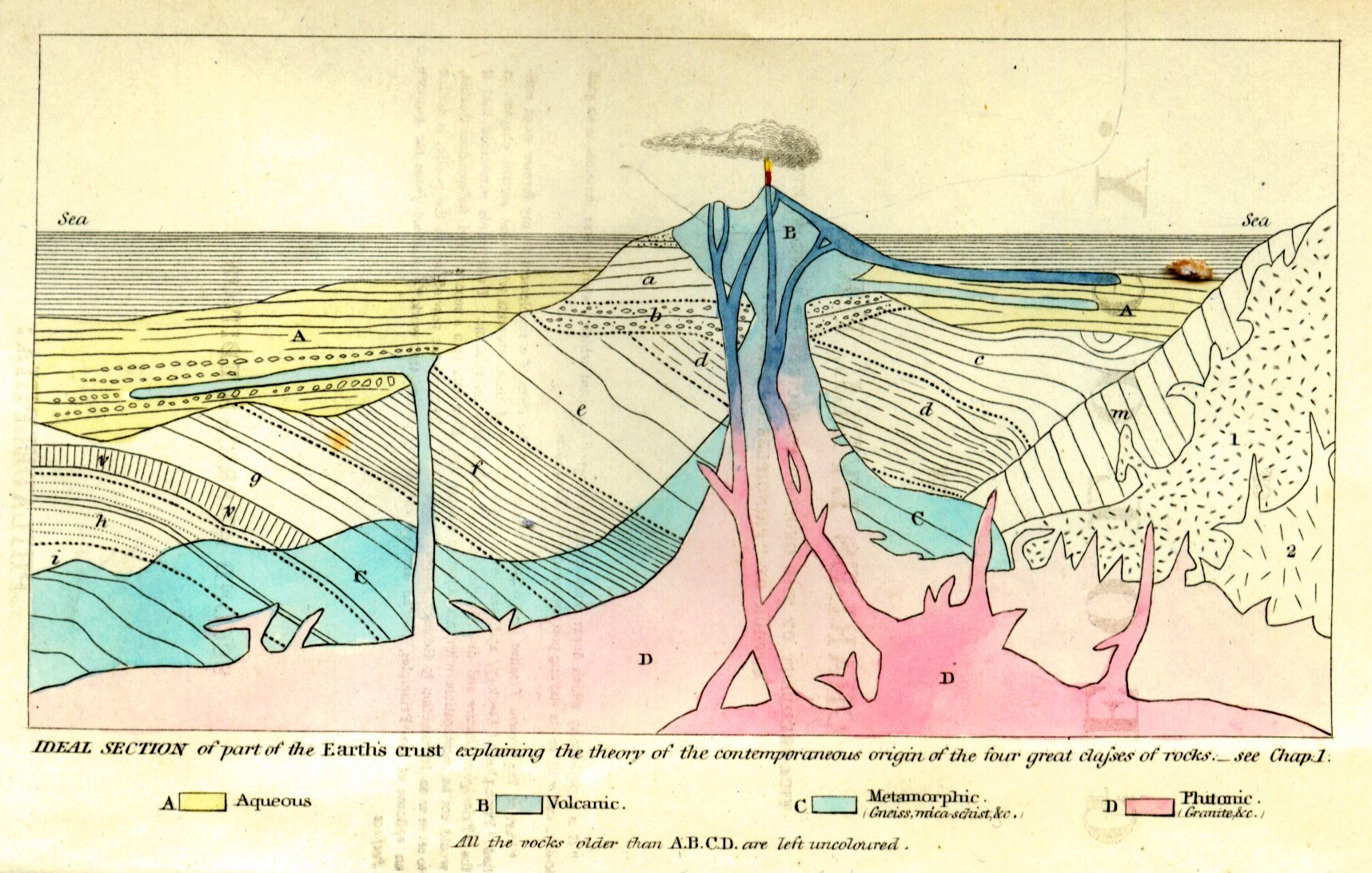
《지질학의 원리》 전반부의 삽화

1797년 스코틀랜드의 앵거스 키노디(Kinnordy)에서 10명의 형제 중 장남으로 태어났다. 라이엘의 아버지는 식물학을 즐기고 있었으며, 어린 라이엘에게 자연을 탐구하는 즐거움을 일깨워 주었다. 라이엘은 유년기를 뉴포레스트(New Forest)의 바틀리 롯지(Bartley Lodge)에서 보냈고, 자연계에 매우 흥미를 가지게 되었다.
옥스퍼드 대학교 엑서터 칼리지에 다니며 지질학을 접했고, 윌리엄 버클랜드(William Buckland)의 지도하에 열심히 공부했다. 1816년 졸업한 이후엔 법률을 다루는 일로 주업을 삼았지만, 라이엘은 지질학에도 관심을 놓지 않고 두가지 일을 병행하였다. 라이엘은 1822년에 최초의 논문 〈On a Recent Formation of Freshwater Limestone in Forfarshire〉를 발표하고, 1827년 즈음에는 결국 법률 일을 단념하고 본격적으로 지질학에서의 경력을 시작하였다.
1830년 킹스 칼리지 런던 지질학 교수로 임용되었으며, 1830년부터 1833년까지 《지질학의 원리》(Principles of Geology) 초판 3권(합계 약 1200페이지)을 썼다. 이것은 라이엘의 최초 간행물이자 가장 유명한 간행물이며, 라이엘이 지질학 이론가로 자리매김을 하게 해 준 책이다. 이 《지질학의 원리》가 바로 수 십년 전에 제임스 허턴에 의해 제창되던 아이디어 "동일과정설"(uniformitarianism)을 널리 세상에 알린 저서이다.
1840년대 라이엘은 미국과 캐나다로 여행했다. 이 때의 경험은 1845년의 《북미여행》과 1849년의 《미국 두 번째 방문》 등 지질학 이론을 바탕으로 한 기행문을 쓸 수 있게 한 밑거름이 되었다.
1875년 타계했으며, 웨스트민스터 사원에 묻혔다.

## 영향
1831년 12월 27일 시작한 〈비글호〉의 항해를 떠나기 전에 선장 로버트 피츠로이는 항해의 동반자로 선택한 찰스 다윈에게 라이엘의 《지질학의 원리》 1권을 선물한다. 이후 찰스 다윈은 5년간의 항해에서 이 책을 탐독하였으며, 그의 진화론이 세상에 나오는데 많은 도움을 준 책이 되었다.

## 수상 및 서훈

### 수상
- 1858년 코플리 메달 (왕립 학회)
- 1866년 월라스톤 메달 (런던지질학회)

이후 라이엘의 이름을 따 라이엘 메달이 만들어졌는데, 이는 런던지질학회가 수여하는 포상 중 가장 권위있는 것으로 꼽힌다.

### 서훈
- 1848년 기사작위(Knight Bachelor) 서임
- 1864년 준남작작위 서임